# 打工文化艺术博物馆
打工文化艺术博物馆是一家位于北京市城郊金盏皮村的民间博物馆，由外来工创办，也是中国大陆唯一一间由打工者创办的公益博物馆，在2008年5月1日正式对外开放，2023年5月20日，打工文化艺术博物馆举行告别仪式，因为博物馆将要被拆迁，2023年6月14日，博物馆正式被拆除，而展品计划会送至不同类型的展览机构保存。打工文化艺术博物馆的线上展览网站仍在运作。

## 发展经过
打工文化艺术博物馆在2008年5月1日正式开放，主要由王德志和孙恒创办，两人都是关注打工者权益的公益组织工友之家的主要成员。两人原本都是北京的外来工，2008年正好是中国改革开放三十周年，他们认为也是打工者的三十年，应该记下打工者的历史。
博物馆选在外来工聚居的皮村，当地房租低廉，博物馆共有五间房子组成。成立初期，博物馆向全国打工者征集展品，有在北京建筑工地的工人听说后，坐车送来了一大包暂住证、工具和工装。多数展品是由南方的公益组织募集而来，当时互联网不普及，多数通过广告传单宣传。
博物馆长期面临运营资金困难，2017年，博物馆发出公开众筹，称因资助项目到期，经费紧张，博物馆可能难以继续运作。其后，博物馆一直以公开筹款的方式维持运行。每年的基本运营费用包括博物馆场馆租金13万、一名专职工作人员劳务津贴补助3万和水电行政开支1万。

## 关闭
2023年4月，打工文化艺术博物馆收到拆迁通知，博物馆所在的皮村，因为城市开发，已经一直处于拆迁状态。5月17日，博物馆公布了即将关闭的消息。5月20日，博物馆进行了告别仪式。
博物馆关闭后，部分展品由全国总工会的回收，作为其正在筹办的“中国工人运动历史展览“的展品；也有大学愿意接收部分展品；皮村当地也可以保存一部分展品。

## 博物馆布局
打工文化艺术博物馆博物馆的展厅分为打工历史、女工、儿童、劳动工具等五个主题。厅内按照皮村一位工友家的现状1:1还原的“打工者之家”：一个6个平方米的空间，放着一张窄木板床，木桌上摆着一台小黑白电视机，墙上有暖水瓶、锅和脸盆。博物馆共有2000多件展品，包括有相片、信件、暂住证、就业证、工资单、欠条、工作服、劳动工具、生活用品等等。

## 特别展品
暂住证：暂住证是馆中最有代表性的展品，在2003年孙志刚事件之前，收容制度之下，警察、联防队员随时都能来查暂住证，没带就罚款或被送回老家，甚至被送收容。馆中有展出创办人王德志的暂住证。
富士康坠楼工人制作的拖鞋：馆中一个陈列品是2010年富士康坠楼事件中，生还工人田玉的信和她编织的拖鞋，她在坠楼后，下半身瘫痪，回乡以编织拖鞋为业。